# Chaenactideae
Chaenactideae és una tribu de la subfamília de les asteròidies (Asteroideae).

## Taxonomia
La tribu Chaenactideae es va crear quan es va subdividir l'antiga tribu Heliantheae, Cassini, 1819, com a conseqüència d'estudis moleculars.
Les noves tribus varen rebre els noms de Bahieae, Chaenactideae, Coreopsideae, Helenieae i, finalment, Heliantheae (sensu stricto).

## Gèneres
Compta amb els gèneres següents:
- Chaenactis
- Dimeresia
- Orochaenactis